# Płocica (jezioro w powiecie bytowskim)
Płocica (Płóczyca, Płocicz) – jezioro wytopiskowe na Pojezierzu Bytowskim, położone w gminie Bytów, powiat bytowski, województwo pomorskie. Jezioro zajmuje powierzchnię 6,5 ha, znajduje się w kierunku zachodnim od Rekowa i południowowschodnim od Siemierzyckiej Góry.